# Wahlkreis Holborn and St Pancras
Der Wahlkreis Holborn and St Pancras ist ein Wahlkreis für die Wahl des Unterhauses des Parlaments des Vereinigten Königreichs.

## Wahlergebnisse (seit 2010)

### Parlamentswahl 2010
| Kandidaten            | Kandidaten          | Parteien                         | Stimmen | %    |
| --------------------- | ------------------- | -------------------------------- | ------- | ---- |
|                       | Frank Dobsongewählt | Labour Party                     | 25.198  | 46,1 |
|                       | Jo Shaw             | Liberal Democrats                | 15.256  | 27,9 |
|                       | George Lee          | Conservative Party               | 11.134  | 20,4 |
|                       | Natalie Bennett     | Green Party of England and Wales | 1.480   | 2,7  |
|                       | Robert Carlyle      | British National Party           | 779     | 1,4  |
|                       | Max Spencer         | UK Independence Party            | 587     | 1,1  |
|                       | John Chapman        | Parteilos                        | 96      | 0,2  |
|                       | Mikel Susperregi    | English Democrats                | 75      | 0,1  |
|                       | Iain Meek           | Parteilos                        | 44      | 0,1  |
| Gesamt                | Gesamt              | Gesamt                           | 54.649  | 100  |
|                       |                     |                                  |         |      |
| Wahlberechtigte       | Wahlberechtigte     | Wahlberechtigte                  | 86.563  |      |
|                       |                     |                                  |         |      |
| Quelle: UK Parliament |                     |                                  |         |      |

### Parlamentswahl 2015
| Kandidaten            | Kandidaten          | Parteien                                     | Stimmen | %    |
| --------------------- | ------------------- | -------------------------------------------- | ------- | ---- |
|                       | Keir Starmergewählt | Labour Party                                 | 29.062  | 52,9 |
|                       | Will Blair          | Conservative Party                           | 12.014  | 21,9 |
|                       | Natalie Bennett     | Green Party of England and Wales             | 7.013   | 12,8 |
|                       | Jill Fraser         | Liberal Democrats                            | 3.555   | 6,5  |
|                       | Maxine Spencer      | UK Independence Party                        | 2.740   | 5,0  |
|                       | Shane O’Donnell     | Citizens Independent Social Thought Alliance | 252     | 0,5  |
|                       | Vanessa Hudson      | Animal Welfare Party                         | 173     | 0,3  |
|                       | David O’Sullivan    | Socialist Equality Party                     | 108     | 0,2  |
| Gesamt                | Gesamt              | Gesamt                                       | 54.917  | 100  |
|                       |                     |                                              |         |      |
| Wahlberechtigte       | Wahlberechtigte     | Wahlberechtigte                              | 86.764  |      |
|                       |                     |                                              |         |      |
| Quelle: UK Parliament |                     |                                              |         |      |

### Parlamentswahl 2017
| Kandidaten            | Kandidaten          | Parteien                         | Stimmen | %    |
| --------------------- | ------------------- | -------------------------------- | ------- | ---- |
|                       | Keir Starmergewählt | Labour Party                     | 41.343  | 70,1 |
|                       | Timothy Barnes      | Conservative Party               | 10.834  | 18,4 |
|                       | Stephen Crosher     | Liberal Democrats                | 4.020   | 6,8  |
|                       | Siân Berry          | Green Party of England and Wales | 1.980   | 3,4  |
|                       | Giles Game          | UK Independence Party            | 727     | 1,2  |
|                       | Janus Polenceus     | English Democrats                | 93      | 0,2  |
| Gesamt                | Gesamt              | Gesamt                           | 58.997  | 100  |
|                       |                     |                                  |         |      |
| Wahlberechtigte       | Wahlberechtigte     | Wahlberechtigte                  | 88.088  |      |
|                       |                     |                                  |         |      |
| Quelle: UK Parliament |                     |                                  |         |      |

### Parlamentswahl 2019
| Kandidaten            | Kandidaten          | Parteien                         | Stimmen | %    |
| --------------------- | ------------------- | -------------------------------- | ------- | ---- |
|                       | Keir Starmergewählt | Labour Party                     | 36.641  | 64,5 |
|                       | Alexandra Hayward   | Conservative Party               | 8.878   | 15,6 |
|                       | Matthew Kirk        | Liberal Democrats                | 7.314   | 12,9 |
|                       | Kirsten De Keyser   | Green Party of England and Wales | 2.746   | 4,8  |
|                       | Hector Birchwood    | Reform UK                        | 1.032   | 1,8  |
|                       | Mohammad Bhatti     | UK Independence Party            | 138     | 0,2  |
|                       | Thomas Scripps      | Socialist Equality Party         | 37      | 0,1  |
| Gesamt                | Gesamt              | Gesamt                           | 56.786  | 100  |
|                       |                     |                                  |         |      |
| Wahlberechtigte       | Wahlberechtigte     | Wahlberechtigte                  | 86.061  |      |
|                       |                     |                                  |         |      |
| Quelle: UK Parliament |                     |                                  |         |      |

### Parlamentswahl 2024
vorläufiges Ergebnis
| Kandidaten      | Kandidaten                          | Parteien                            | Stimmen | %    |
| --------------- | ----------------------------------- | ----------------------------------- | ------- | ---- |
|                 | Keir Starmergewählt                 | Labour Party                        | 18.884  | 48,9 |
|                 | Andrew Feinstein                    | Parteilos                           | 7.312   | 18,9 |
|                 | David Stansell                      | Green Party of England and Wales    | 4.030   | 10,4 |
|                 | Mehreen Malik                       | Conservative Party                  | 2.776   | 7,2  |
|                 | David Roberts                       | Reform UK                           | 2.371   | 6,1  |
|                 | Charlie Clinton                     | Liberal Democrats                   | 2.236   | 5,8  |
|                 | Wais Islam                          | Parteilos                           | 636     | 1,6  |
|                 | Nick Delves (Nick the Flying Brick) | Official Monster Raving Loony Party | 162     | 0,4  |
|                 | John Poynton                        | UK Independence Party               | 75      | 0,2  |
|                 | Tom Scripps                         | Socialist Equality Party            | 61      | 0,2  |
|                 | Senthil Kumar                       | Parteilos                           | 40      | 0,1  |
|                 | Bobby Smith                         | Give Me Back Elmo                   | 19      | 0,0  |
| Gesamt          | Gesamt                              | Gesamt                              | 38.602  | 100  |
|                 |                                     |                                     |         |      |
| Wahlberechtigte | Wahlberechtigte                     | Wahlberechtigte                     | 71.300  |      |
|                 |                                     |                                     |         |      |
| Quelle: BBC     |                                     |                                     |         |      |